# Jan Chryzostom Pasek

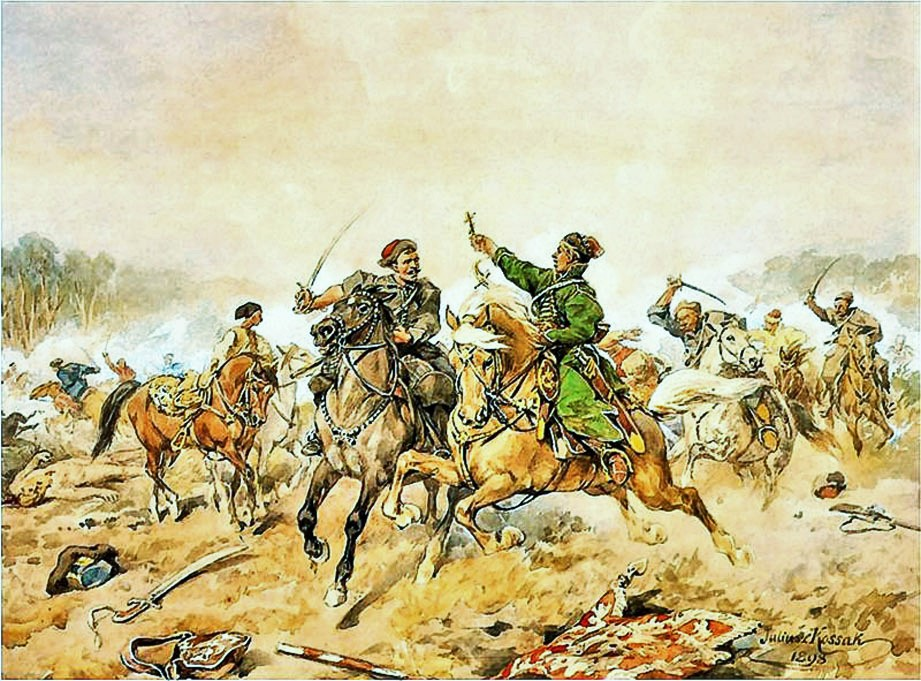
Jan Chryzostom Pasek in der Schlacht von Lachowicze 1660, Bild von Juliusz Kossak (1824–1899)

Jan Chryzostom Pasek (* um 1636 in Węgrzynowice; † 1701 in Niedzieliszki bei Szczurowa) war ein polnischer Adliger und Schriftsteller. Seine Memoiren sind eine wertvolle historische Quelle des polnischen Barock, des Sarmatismus und der Sitten Polen-Litauens im 17. Jahrhundert. 

## Leben
Pasek entstammte einer kleinadligen Familie aus Rawa Mazowiecka, besuchte eine Jesuitenschule und trat mit 19 in die Polnische Kronarmee ein. Er diente unter Hetman Stefan Czarniecki und nahm an zahlreichen Feldzügen  gegen Schweden, Dänemark, Russland und die Türkei teil. Gegen Ende seines Lebens schrieb er ein autobiografisches Tagebuch, dessen Kopie im 18. Jahrhundert gefunden wurde und ihn posthum berühmt machte.